# William J. Bouwsma
William J. Bouwsma (* 22. November 1923 in Ann Arbor, Michigan; † 2. März 2004 in Berkeley, Kalifornien) war ein US-amerikanischer Historiker und Hochschullehrer, dessen wissenschaftliche Arbeiten sich hauptsächlich auf die Renaissance in Europa konzentrierten.

## Leben
Bouwsma entstammte einer Familie mit niederländischen Wurzeln. Er wuchs in Lincoln, der Hauptstadt des US-Bundesstaates Nebraska, auf. 1943 machte er seinen Bachelorabschluss an der Harvard University in Cambridge. Er diente danach drei Jahre lang bei der United States Air Force und promovierte 1950 in Harvard.

## Akademische Laufbahn
Bis zum Jahre 1957 lehrte Bouwsma an der University of Illinois at Urbana-Champaign, bevor er 1957 einen Ruf an die Fakultät für Geschichtswissenschaften der University of California, Berkeley erhielt. Dort blieb er bis zu seiner Emeritierung mit einer Unterbrechung von 1969 bis 1971, in der er an seiner Alma Mater lehrte. In den Jahren von 1967 bis 1969 war er in Berkeley Kanzler der Universität, zuständig für akademische Angelegenheiten.

## Ehrungen
1971 wurde Bouwsma in die American Academy of Arts and Sciences gewählt. Seit 1981 war er gewähltes Mitglied der American Philosophical Society. 1978 war er Präsident der American Historical Association, die ihren Sitz in Washington, D.C. hat.

## Veröffentlichungen
- 1951: The Politics of Commynes in: The Journal of Modern History, Vol. 23, No 4.
- 1957: Concordia mundi: the career and thought of Guillaume Postel (1510-1581). Harvard University Press, Cambridge, Massachusetts, USA.
- 1959: The Interpretation of Renaissance Humanism. Service Center for Teachers of History, Washington D. C., USA.
- 1968: Venice and the Defence of Republican Liberty: Renaissance Values in the Age of Counter Reformation. University of California Press, Berkeley, Kalifornien, USA.
- 1973: The Culture of Renaissance Humanism, Neudruck. American Historical Association, Richmond, Virginia, USA.
- 1988: John Calvin. A Sixteenth-Century Portrait. Oxford University Press, New York City, USA, paperback: ISBN 0-19-505951-4.
- 1990: A Useable Past: Essays in European Cultural History. University of California Press, Berkeley, Kalifornien, USA, ISBN 0-520069900.
- 2000: The Waning of the Renaissance, 1550–1640. Yale University Press, New Haven, Connecticut, USA, ISBN 0-300085370.
  - 2005: deutsch: Der Herbst der Renaissance, 1550–1640. diaphanes, Berlin, ISBN 3-93530045X.